# آسکالافوس (پسر آخرون)
آسکالافوس Ascalaphus، در اسطوره‌های یونان، پسر آخرون است. به دلیل آن‌که خبرچینی پرسفونه را کرد که در جهان زیر زمین دانهٔ انار خورده بود، پرسفونه او را تبدیل به جغد کرد.